# دردار متعدد العروق
دردار متعدد العروق (الاسم العلمي:Ulmus multinervosa) هو نوع من النباتات يتبع جنس الدردار من الفصيلة الدردارية.